# Alúvium Rieky
Alúvium Rieky este o arie protejată (arie specială de conservare — SAC, sit de importanță comunitară — SCI) din Slovacia întinsă pe o suprafață de 13,08 ha, integral pe uscat.

## Localizare
Centrul sitului Alúvium Rieky este situat la coordonatele 49°08′23″N 22°05′40″E / 49.139722°N 22.094444°E.

## Înființare
Situl Alúvium Rieky a fost declarat sit de importanță comunitară în aprilie 2004 pentru a proteja 6 specii de animale. Situl a fost protejat și ca arie specială de conservare în martie 2004.

## Biodiversitate
Situată în ecoregiunea alpină, aria protejată conține 2 habitate naturale: Păduri aluvionare cu Alnus glutinosa și Fraxinus excelsior (Alno-Padion, Alnion incanae, Salicion albae), Liziere de ierburi înalte hidrofile de câmpie și de nivel montan până la alpin.
La baza desemnării sitului se află mai multe specii protejate:
- amfibieni (1): izvoraș-cu-burta-galbenă (Bombina variegata)
- mamifere (1): vidră de râu (Lutra lutra)
- nevertebrate (4): Isophya stysi, fluturele purpuriu (Lycaena dispar), Rosalia alpina, Vertigo angustior

Pe lângă speciile protejate, pe teritoriul sitului au mai fost identificate 1 specie de amfibieni, 2 specii de mamifere, 4 specii de nevertebrate, 2 specii de pești, 3 specii de reptile.